# Opisthorchis felineus
Opisthorchis felineus es un trematodo parásito que infecta el hígado de los mamíferos. Fue descubierto en 1884 por el italiano Sebastiano Rivolta en el hígado de un gato. En 1891 el científico ruso Vinogradov lo halló en un humano. En 1930 Hans Vogel de Hamburgo publicó un artículo en el que describía el ciclo vital de este trematodo.

## Ciclo vital
El primer huésped intermedio del parásito son los caracoles de agua dulce Bithynia inflata (sinónimo Codiella inflata), Bithynia troschelii y Bithynia leachii. El segundo huésped son peces de agua dulce que se infectan cuando ingieren los caracoles. El huésped definitivo son mamíferos como el hombre o el gato que adquieren la infección al comer pescado crudo o poco cocinado. Se estima que más de un millón de personas en Rusia están infectadas por él.

## Opistorquiasis
Se llama así a la enfermedad causada por Opisthorchis felineus. Dependiendo de su grado de evolución y el número de parásitos, la gravedad de la enfermedad es muy variable, pues oscila entre síntomas leves y afectación severa.
Opisthorchis felineus puede colonizar el hígado, páncreas y vesícula biliar. En ocasiones provoca cirrosis hepática y aumenta el riesgo de presentar cáncer de hígado. Si la infección es leve puede no provocar síntomas, sobre todo en niños.
Dos semanas después de que el hombre ingiera el parásito, este coloniza los conductos biliares, ocasionando fiebre, malestar general, exantema en piel y alteraciones gastrointestinales. Con el tiempo el daño hepático provoca deterioro severo del estado de salud.
El tratamiento recomendado es la administración de praziquantel.